# Якименко Олексій Володимирович
Олексій Володимирович Якименко (нар. 27 жовтня 1974, Одеса, УРСР) — колишній український футболіст, півзахисник, наразі тренер.

## Кар'єра гравця
Грав у командах: «Кристал», «Ворскла». У сезоні 1998/99 виступав за болгарський клуб «Левскі», за який провів 6 матчів у чемпіонаті Болгарії, один у Кубку Болгарії й один у єврокубках проти данського «Копенгагена», матч закінчився перемогою данців із рахунком 4:1. Пізніше захищав кольори «Кривбаса», клубу «Фрунзенець-Ліга-99», алчевської «Сталі» та луганської «Зорі». Усього у Вищій лізі провів 97 матчів, забив 4 м'ячі.
У 2006 році перейшов у кримський клуб «ІгроСервіс».

## Кар'єра тренера
На початку листопада 2016 року очолив херсонський «Кристал».

## Досягнення
- Кубок України
  -  Фіналіст: 1998/99

- Прем'єр-ліга
  -  Бронзовий призер (2): 1998/99, 1999/00

- Чемпіонат Болгарії
  -  Срібний призер: 1997/98